# Franz Popp (Polizist)
Franz Popp  (* 24. November 1963) ist Generalmajor der Polizei. Seit 2020 ist er Landespolizeidirektor von Niederösterreich.

## Beruflicher Werdegang
Franz Popp trat am 1. Dezember 1982 in die Bundesgendarmerie ein und machte nach der Grundausbildung Dienst am Gendarmerieposten Großmugl.
Von 7. Jänner 1987 bis 31. Dezember 1988 absolvierte er den Offizierskurs (E1-Grundausbildung) und am 1. Jänner 1989 erfolgte die Überstellung an das Landesgendarmeriekommando Niederösterreich, wo er als Referatsleiter tätig war. Am 1. November 1991 wurde er Leiter des Gendarmerieabteilungskommandos Korneuburg und am 1. März 1993 kam er wieder als Referatsleiter zum Landesgendarmeriekommando Niederösterreich. Hier wurde er am 1. Jänner 1995 Leiter der Organisations- und Einsatzabteilung und ab 1. Juli 2002 Strategischer Leiter und Stellvertreter des Landesgendarmeriekommandanten.
Nach der Vereinigung der Gendarmerie mit der Polizei wurde er Stellvertreter des Landespolizeikommandanten von Niederösterreich. In der Folge machte er eine FH-Ausbildung für Polizeiliche Führung, die er am 2. September 2001 mit dem Bachelor of Arts abschloss. Am 1. Februar 2012 wurde er mit der Leitung des Landespolizeikommandos Niederösterreich betraut.
Am 1. September 2012 wurde er aufgrund der Sicherheitsbehörden-Neustrukturierung 2012 Landespolizeidirektorstellvertreter (im Geschäftsbereich A) in Niederösterreich. Er ist daher nach Landespolizeidirektor Franz Prucher der höchste Polizeioffizier in Niederösterreich.
Mit 1. Juli 2020 wurde er Landespolizeidirektor von Niederösterreich, ab 2019 war er interimistischer Behördenleiter. Zuvor war Konrad Kogler Landespolizeidirektor.

## Auszeichnungen
- 2000 Silbernes Verdienstzeichen der Republik Österreich
- 2008 Silbernes Ehrenzeichen für Verdienste um die Republik Österreich[3]
- 2012 Verdienstkreuz des Niederösterreichischen Landesfeuerwehrverbandes
- 2024 Silbernes Komturkreuz des Ehrenzeichens für Verdienste um das Bundesland Niederösterreich[4][5]